# Van Gelder Recording Studio
Pour les articles homonymes, voir Van Gelder.

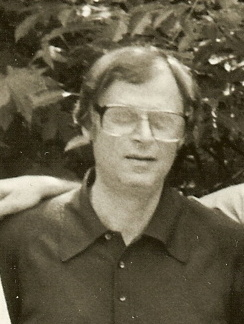
Rudy Van Gelder.

Rudy Van Gelder créa le Van Gelder Recording Studio à Englewood Cliffs (New Jersey, États-Unis) en 1959. Ce studio fut essentiellement spécialisé dans la production de disques de jazz. Y furent réalisés nombre d'enregistrements publiés par les labels Verve, Blue Note, Prestige, Impulse! et CTI.

## Historique
Rudy Van Gelder était un ingénieur du son spécialisé dans le jazz, considéré comme l'un des meilleurs ingénieurs de l'histoire de l'enregistrement, dont on estime qu'il a enregistré et mixé plus de 2 000 albums.
Son premier studio, connu durant les années 1950 sous le nom de « Van Gelder Studio, Hackensack, New Jersey », était en fait le living room de ses parents.
Ce n'est qu'en 1959 qu'il ouvre son vrai studio, connu sous le nom de « Van Gelder Studio, Englewood Cliffs, New Jersey ».

## Citation
Dans son article "He Helped Put the Blue in Blue Note" paru dans le New York Times le 22 mai 2005, J. Greg Phelan dit de ce studio : « C'est l'une des cathédrales du jazz, ici, ce studio Rudy Van Gelder, un espace sacré acoustique où quelques géants et presque géants du jazz ont réalisé leur travail le plus fin : Sonny Rollins et Horace Silver, Art Blakey et Herbie Hancock, Antônio Carlos Jobim et George Benson et des centaines d'autres… ».

## À écouter
Parmi les « standards » du label masterisés au Van Gelder Recording Studio :

- Avril 1960 : Red Alone - Red Garland[3]
- Août 1960 : A Night in Tunisia - Art Blakey et The Jazz Messengers
- Août 1960 : South Side Soul - John Wright[4]
- Novembre 1960 : Nice 'n' Tasty - John Wright[5]
- Septembre 1961 : ZT's Blues - Stanley Turrentine[6],[7]
- Septembre 1961 : Royal Flush - Donald Byrd[8],[9], remastérisé en 2006 par Rudy Van Gelder lui-même, alors âgé de 82 ans[10]
- Octobre 1961 : Rollin' with Leo - Leo Parker[11],[12]
- Décembre 1961 : Blue and Sentimental - Ike Quebec[13]
- Décembre 1961 : The Last Amen - John Wright[14]
- Octobre 1962 : Bossa Nova Soul Samba - Ike Quebec[15]
- Janvier 1962 : That's Where It's At - Stanley Turrentine
- Mars 1963 : John Coltrane and Johnny Hartman - John Coltrane/Johnny Hartman
- Décembre 1963 : The Sidewinder - Lee Morgan
- Février 1964 : Out to Lunch! - Eric Dolphy
- Juin 1964 : Empyrean Isles - Herbie Hancock
- Août 1964 : JuJu - Wayne Shorter
- Novembre 1964 : Inner Urge - Joe Henderson
- Décembre 1964 : A Love Supreme - John Coltrane
- Mars 1965 : Maiden Voyage - Herbie Hancock
- 1965 : Smokin' at the Half Note - Wynton Kelly Trio et Wes Montgomery
- Janvier 1966 : Mode for Joe - Joe Henderson
- Février 1966 : Adam's Apple - Wayne Shorter
- Février 1967 : Stellar Regions - John Coltrane
- Février 1967 : Interstellar Space - John Coltrane
- Juin 1967 : Wave - Antônio Carlos Jobim
- Décembre 1969: Mwandishi - Herbie Hancock
- 1972 : Cherry - Stanley Turrentine
- 1973 : Don't Mess with Mister T. - Stanley Turrentine
- Septembre 1974 : Pure Desmond - Paul Desmond[16],[17],[18]
- Avril 1975: Concierto - Jim Hall